# Борек (Ключборський повіт)
Борек (пол. Borek, нім. Waldungen) — село в Польщі, у гміні Бичина Ключборського повіту Опольського воєводства.
Населення — 88 осіб (2011).
У 1975-1998 роках село належало до Опольського воєводства.

## Демографія
Демографічна структура станом на 31 березня 2011 року:
|          | Загалом | Допрацездатний вік | Працездатний вік | Постпрацездатний вік |
| -------- | ------- | ------------------ | ---------------- | -------------------- |
| Чоловіки | 44      | 6                  | 35               | 3                    |
| Жінки    | 44      | 5                  | 27               | 12                   |
| Разом    | 88      | 11                 | 62               | 15                   |